# Coleoxestia fasciola
Espèce
Coleoxestia fasciola est une espèce de coléoptères de la famille des Cerambycidae.